# Dicranolasma pauper
Espèce
Dicranolasma pauper est une espèce d'opilions dyspnois de la famille des Dicranolasmatidae.

## Distribution
Cette espèce est endémique du Trentin-Haut-Adige en Italie. Elle se rencontre au nord du lac de Garde dans la vallée du Ponale.

## Description
Les syntypes mesurent de 3,3 à 3,6 mm.
Les mâles mesurent de 3,3 à 3,8 mm et les femelles de 3,5 à 4,0 mm.

## Systématique et taxinomie
Cette espèce a été décrite par Dahl en 1903.

## Publication originale
- Dahl, 1903 : « Über eine eigenartige Metamorphose der Troguliden, eine Verwandlung von Amopaum in Dicranolasma und von Metopoctea in Trogulus. » Sitzungsberichte der Gesellschaft Naturforschender Freunde zu Berlin, vol. 7, p. 278–292.